# Brescello
Brescello is een gemeente in de Italiaanse provincie Reggio Emilia (regio Emilia-Romagna) en telt 4982 inwoners (31-12-2004). De oppervlakte bedraagt 24,5 km², de bevolkingsdichtheid is 201 inwoners per km².
De volgende frazioni maken deel uit van de gemeente: Cantone Svizzero, Coenzo a Mane, Ghiarole, Lentigione, Sorbolo a Mane.

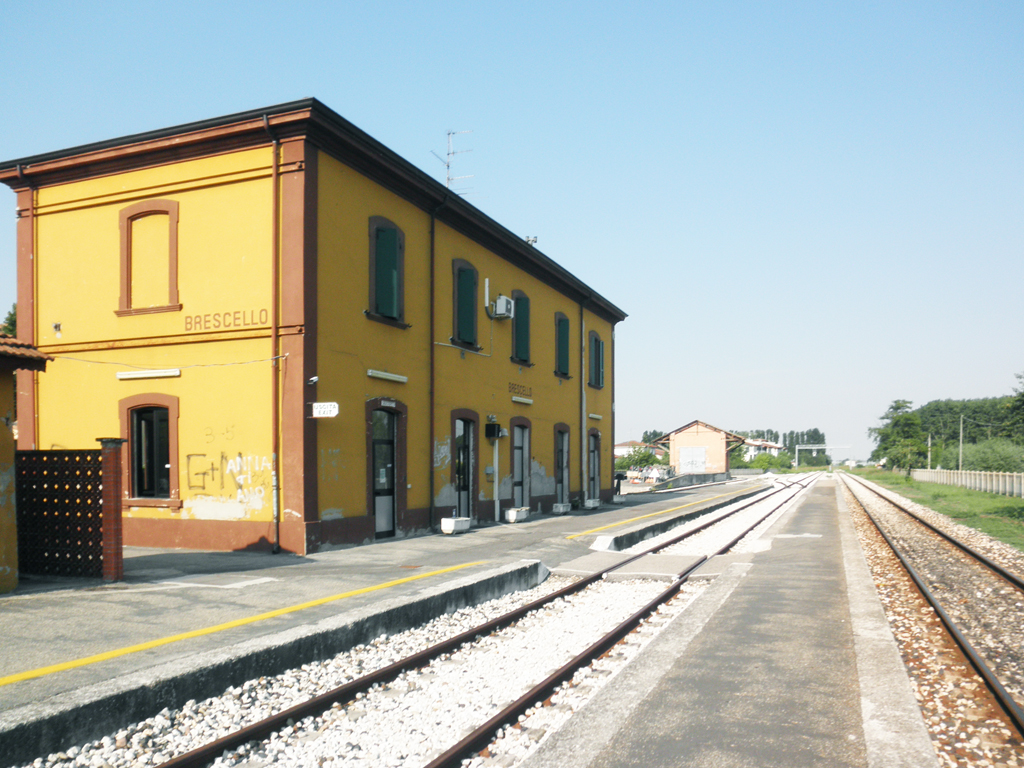
Station
Brescello

## Demografie
Brescello telt ongeveer 1941 huishoudens. Het aantal inwoners steeg in de periode 1991-2001 met 5,7% volgens cijfers uit de tienjaarlijkse volkstellingen van ISTAT.
| Jaar | Inwoneraantal |
| ---- | ------------- |
| 1991 | 4558          |
| 2001 | 4817          |

In de jaren 50 en 60 van de 20e eeuw was Brescello het decor voor de wereldberoemde films over het duo 'Don Camillo en Peppone'. De films werden gemaakt naar de boeken van schrijver Giovannino Guareschi over dit komische duo in de rol van de katholieke priester Don Camillo (Fernandel) en de communistische burgemeester Peppone (Gino Cervi).

## Geografie
De gemeente ligt op ongeveer 24 m boven zeeniveau.
Brescello grenst aan de volgende gemeenten: Boretto, Gattatico, Mezzani (PR), Poviglio, Sorbolo (PR), Viadana (MN).